# 이중 블랙홀
이중 블랙홀(Binary Black Hole, 약자 : BBH)은 두 개의 블랙홀이 중력적으로 상호 작용하며, 서로를 공전하는 천체이다.

## 종류

### 원시 이중 블랙홀
우주 초기 단계에서 형성되는 원시 블랙홀 쌍이다. 일반적인 항성 진화와 관계없이 빅뱅 직후의 밀도 불균형으로 인해 형성되는 블랙홀로, 암흑 물질의 후보로도 제안되었으나, 증거는 부족하다.

### 항성 질량 이중 블랙홀
두 개의 항성질량 블랙홀이 각각 극초신성 단계에서 형성된 경우로, 질량은 태양 질량의 수 배에서 수십 배 정도이다. 주로 질량이 매우 큰 항성으로 이루어진 쌍성계의 진화 과정에서 형성되거나, 성간 공간을 떠돌아다니던 블랙홀이 다른 블랙홀에 의해 중력적으로 포획당해서 생기는 경우가 대부분이다. GRB 150914으로 발견된 블랙홀 쌍이 여기에 해당한다.

### 중간질량 이중 블랙홀
항성질량 블랙홀과 초대질량 블랙홀 사이의 질량(태양 질량의 수백 배에서 수천 배)을 가지는 블랙홀 쌍으로, 주로 구상 성단과 같은 환경에서 형성되었을 가능성이 있으며, 중력파 관측 기술의 발전으로 점차 연구되고 있다.

### 초대질량 이중 블랙홀
은하 중심에 위치한 초대질량 블랙홀이 두 개 존재하는 경우. 주로 은하 합병 과정에서 형성되며, 퀘이사 변광이나 전파 관측 등을 통해 간접적으로 확인된 사례가 있다.

## 발견 및 역사

### 발견되기 전
이중 블랙홀이 발견되기 전에는 천문학자와 물리학자들이 예측과 간접적인 관측 결과를 바탕으로 다양한 의견을 제시했다. 아인슈타인의 일반 상대성 이론은 블랙홀의 존재와 중력적 상호 작용을 설명하며, 이중 블랙홀 형성 가능성을 뒷받침했다. 쌍성계 진화 모델에서는 아주 무거운 두 별이 쌍성계를 이루며 진화한 후, 초신성 폭발로 블랙홀이 되어 이를 통해 이중 블랙홀이 형성되었을 것이라고 예측했다. 초대질량 블랙홀의 경우, 은하 합병 과정에서 두 은하 중심의 블랙홀이 가까워져 이중 블랙홀이 된다는 가설이 있었다.
중력파 방출 이론은 이중 블랙홀의 병합 과정에서 강력한 중력파가 발생한다고 예측했으며, 이를 통해 이중 블랙홀의 존재를 입증할 수 있다는 주장도 나왔다. 특히 20세기 후반 킵 손같은 이론물리학자들은 중력파 관측으로 이중 블랙홀을 확인할 수 있다고 주장했으며, 이는 LIGO(레이저 간섭계 중력파 관측소)와 같은 중력파 탐지기의 개발에 기여했다. 1980년대와 1990년대에는 퀘이사의 변광 패턴을 통해 이중 블랙홀의 간접적 증거가 제시되기도 했다.

### 존재 입증
이중 블랙홀의 발견 전, 과학계는 이중 블랙홀이 필연적으로 존재할 것이라는 긍정적 입장과 관측 증거 부족으로 신중해야 한다는 회의적 입장이 혼재했지만, 최종적으로 2015년에 LIGO가 중력파를 관측하며, 이중 블랙홀이 존재함을 입증했다.
참고로, 이 관측 현상은 GRB 150914으로 명명되었다.

## 같이 보기
- 블랙홀
- 은하 병합
- 극초신성
- 중력파 관측